# Chinês simplificado

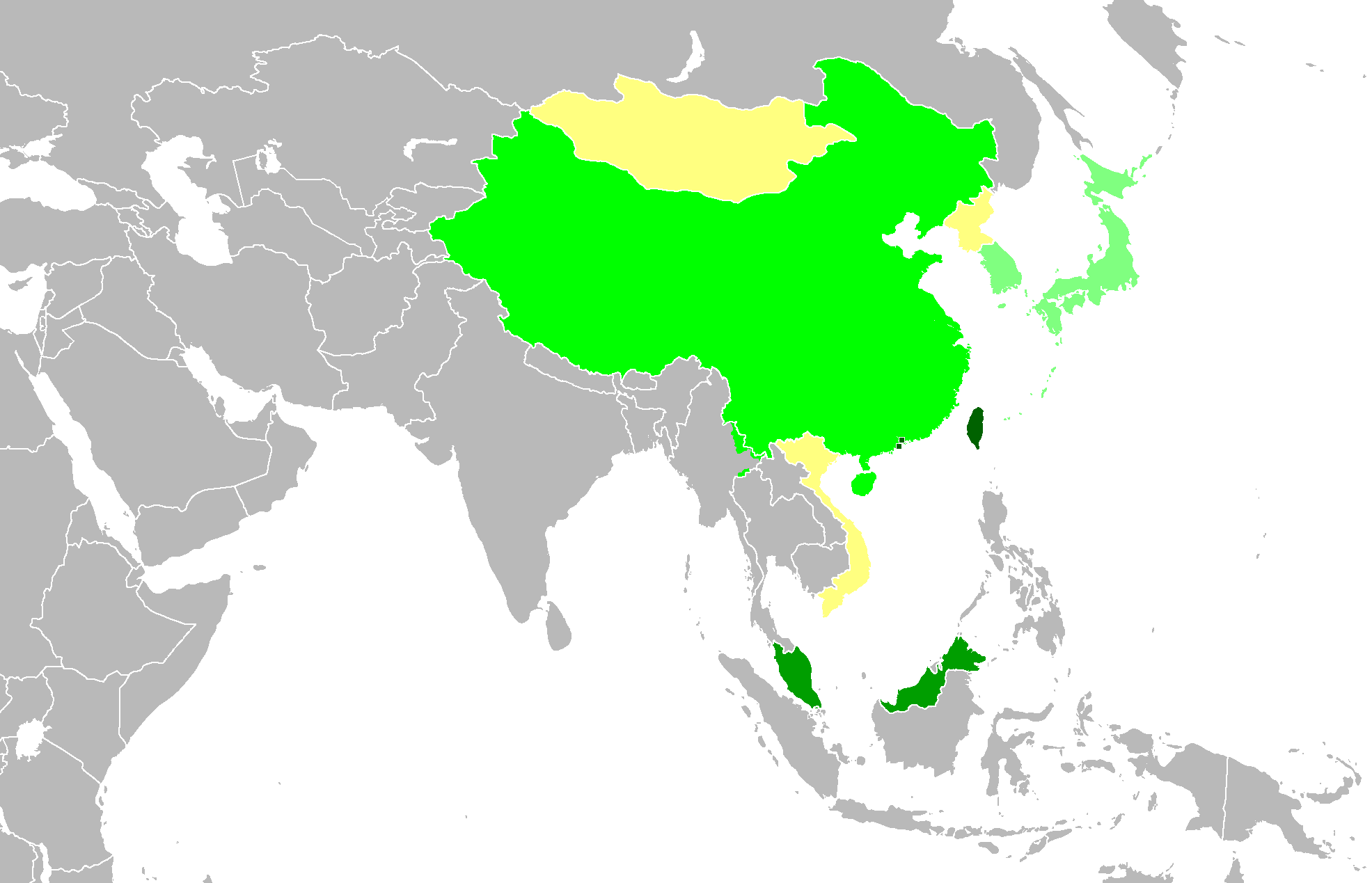
Países e regiões que usam oficialmente caracteres chineses atualmente ou anteriormente como sistema de escrita:
Chinês tradicional usado oficialmente (Taiwan, Hong Kong e Macau)
O chinês simplificado é usado oficialmente, mas a forma tradicional também é amplamente utilizada, especialmente na escrita (Singapura e Malásia)
Chinês simplificado usado oficialmente, a forma tradicional de uso diário existe, mas incomum (China continental, Kokang e Estado de Wa de Mianmar)
Caracteres chineses usados em paralelo com outras escritas nos respectivos idiomas nativos (Coreia do Sul e Japão)
Os caracteres chineses já foram usados oficialmente, mas agora estão obsoletos(Mongólia, Coreia do Norte e Vietnam)

O chinês simplificado (em chinês 简体中文) é um dos dois padrões de escrita da língua chinesa. É uma forma simplificada dos caracteres do chinês tradicional mantida pela Mesa Geral de Padronização de Caracteres Chineses na República Popular da China para fomentar a alfabetização.
Atualmente o chinês simplificado é usado na República Popular da China, em Singapura e pela comunidade chinesa da Malásia, mas não é usado em Taiwan (República da China). O chinês tradicional é usado em Hong Kong, Macau, Taiwan e também por chineses emigrados em todo o mundo, embora a forma simplificada ganhe gradualmente popularidade.
Os caracteres simplificados foram criados a partir de uma diminuição no números de traços empregados, utilizando padrões regulares, substituindo todas as ocorrências de determinado componente por uma variante mais simples. Outros caracteres foram simplificados irregularmente, de forma imprevisível do original tradicional. Outros caracteres não sofreram qualquer alteração, permanecendo idênticos aos originais tradicionais.

## História
A primeira simplificação de caracteres chineses ocorreu em 1935 com 324 caracteres, mas foi suspensa no ano seguinte. Em 1956, a República Popular da China, passou a adotar oficialmente os caracteres , com o esquema de simplificação de caracteres chineses, uma segunda versão foi publicada em 1964, houve uma modificação em 1977, que foi revertida para a anterior em 1986. Durante esse período, também houve tentativas de se adotar oficialmente o Pinyin, mas sem sucesso.